# Saint Georges (Delaware)
Saint Georges é uma região censo-designada localizada no estado americano do Delaware, no Condado de New Castle. Possui quase 2 mil habitantes, de acordo com o censo nacional de 2020.

## Geografia
De acordo com o Departamento do Censo dos Estados Unidos, a região tem uma área de 3,8 km², dos quais 3,6 km² estão cobertos por terra e 0,2 km² (4,9%) por água.

## Demografia

### Censo 2020
Segundo o censo nacional de 2020, a sua população é de 1 957 habitantes e sua densidade populacional de 548,0 hab/km².
Possui 669 residências que resulta em uma densidade de 187,3 residências/km². Deste total, 4,0% das unidades habitacionais estão desocupadas. A média de ocupação é de 3,0 pessoas por residência.
A renda familiar média é de 102 321 dólares e a taxa de emprego é de 70,1%.

## Marcos históricos
O Registro Nacional de Lugares Históricos lista 11 marcos históricos em St. Georges. O primeiro marco foi designado em 16 de abril de 1971 e o mais recente em 22 de agosto de 1995, o Distrito Histórico North Saint Georges.